# Цинкаленко Марія Гаврилівна
Марі́я Гаври́лівна Цинкале́нко (6 серпня 1900 , Слов’янськ, Ізюмський повіт, Харківська губернія, Російська імперія  — невідомо ) — українська радянська діячка, начальник цеху Слов'янського арматурно-ізоляторного комбінату імені Артема. Депутат Верховної Ради УРСР 1-го скликання (1938–1947).

## Біографія
Народилася 6 серпня 1900 року в родині робітника содового заводу в місті Слов'янську, тепер Донецька область, Україна. Трудову діяльність розпочала в 1914 році домашньою робітницею у торгівця Лукомського в місті Слов'янську.
З кінця 1914 по 1921 рік — робітниця Слов'янського содового заводу на Донбасі: працювала на чорнових підсобних роботах, була робітницею новомеханічного цеху, розвантажувала вугілля в баковому відділенні.
У 1922–1924 роках — прачка, санітарка Слов'янського курорту.
З травня 1924 року працювала на Слов'янському арматурно-ізоляторному заводі імені Артема: підносниця староглазурного цеху, глазурувальниця, із 1934 року — майстер староглазурного цеху.
Член ВКП(б) з 1931 року.
З 1937 до жовтня 1941 року — майстер новоглазурної дільниці, начальник глазурного цеху арматурно-ізоляторного заводу імені Артема міста Слов'янська Донецької (Сталінської) області.
26 червня 1938 року обрана депутатом Верховної Ради УРСР 1-го скликання по Слов'янській виборчій окрузі № 261 Сталінської області.
Під час німецько-радянської війни перебувала з 1941 по 1943 рік в евакуації в місті Уфі Башкирської АРСР, де працювала завідувачем бази.
З 1943 року — начальник відділу кадрів, з 1944 року — голова заводського комітету арматурно-ізоляторного заводу імені Артема міста Слов'янська Сталінської області.